# Stylodactylus libratus
Stylodactylus libratus is een garnalensoort uit de familie van de Stylodactylidae. De wetenschappelijke naam van de soort is voor het eerst geldig gepubliceerd in 1983 door Chace.